# Никоноровка (Донецкая область)
Никоноровка (укр. Никонорівка) — село в Николаевской городской общине Краматорского района, Донецкой области Украины.

## Общие сведения
Население по переписи 2001 года составляло 398 человек. Почтовый индекс — 84187. Телефонный код — 626.

## Расположение
Расположено на одном из ручьёв реки Беленькая.

## Название
Ранее село называлось Никаноровка. Название было уточнено в период с 1979 по 1986 гг., хотя в справочнике адм.-тер. деления Донецкой области по состоянию на 1.03.1988 г. было ещё указано под прежним названием.

## Местная власть
84182, Донецкая область, Краматорский район, г. Николаевка, пл. Энергетиков, 2/14.